# Karl von der Gröben
Karl von der Gröben (17 de septiembre de 1788 - 13 de julio de 1876) fue un general prusiano.

## Biografía
Von der Gröben nació en Schrengen, Prusia Oriental (actualmente Linkowo, Polonia) y se unió al Ejército prusiano en 1806. Sirvió a las órdenes de Anton Wilhelm von L'Estocq en la guerra napoleónica de 1806/07. En 1812 Gröben abandonó el Ejército prusiano después de que Prusia desplegara tropas subsidiarias en la campaña rusa de Napoleón y se unió al Ejército Imperial Ruso en su lugar. Tomó parte en las batallas de Lützen y Bautzen y retornó al servicio prusiano, siendo promovido a Rittmeister en el Estado Mayor General Prusiano en agosto de 1813. Von der Gröben fue herido a lo largo de la batalla de Dresde y luchó en la batalla de Kulm y en la batalla de Leipzig. En 1814 Gröben luchó en Luxemburgo y fue herido de nuevo en Gué-à-Trème. En julio de 1814 fue promovido a Mayor y luchó en las batallas de Ligny y Waterloo en 1815. Se convirtió en teniente coronel y sirvió en el Alto Mando Prusiano del Rin en Coblenza. En 1817 von der Gröben sirvió en Breslau como Jefe de Estado Mayor y en 1824 como Jefe de Estado Mayor del II Cuerpo de Ejército. En 1829 se convirtió en personal adjunto del Príncipe de la Corona, el futuro Federico Guillermo IV de Prusia y comandante de la 3.ª Brigada de Caballería en 1834 y de la 14.ª División en 1838.

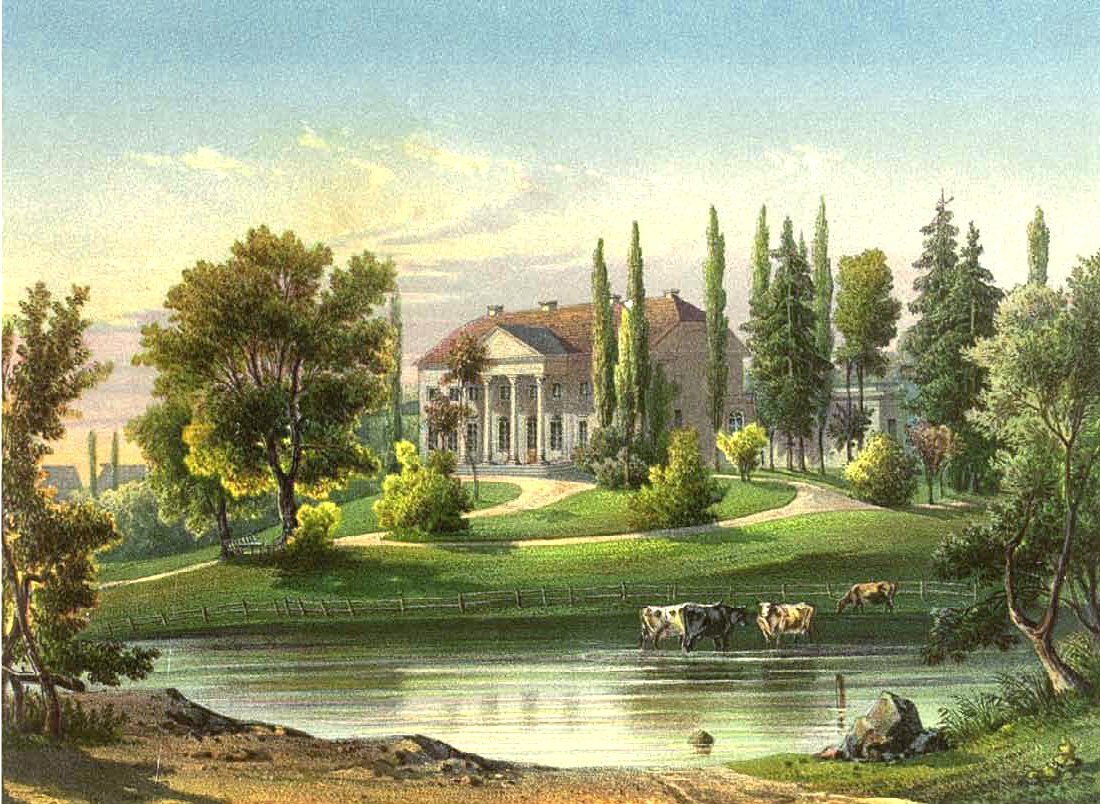
Finca de Neudörfchen en 1860, colección de Alexander Duncker.

Von der Gröben fue promovido a teniente general en 1842 y fue ascendido a general adjunto de Federico Guillermo IV de Prusia en 1843. Durante la Primavera de las Naciones en marzo de 1848 comandó el VII Cuerpo de Ejército y luchó contra las fuerzas revolucionarias en Baden en 1849 como Oficial Comandante del Ejército prusiano del Rin.
En 1854 se convirtió en miembro de la Cámara de los Señores de Prusia y abandonó el servicio en 1858. Vivió en su finca en Neudörfchen cerca de Marienwerder (Kwidzyn), donde murió.
Gröben estuvo casado con Thusnelda von Dörnberg y tuvo cinco hijos.